# Lijst van vlaggen van Antarctica
Dit artikel geeft een overzicht van vlaggen in Antarctica.

## Vlagontwerpen
| Vlag | Periode   | Functie                                              | Beschrijving |
| ---- | --------- | ---------------------------------------------------- | --- |
|      | 1929      | Bemanning RRS Discovery.                             | Effen witte vlag |
|      | 1978      | Vlagontwerp van Whitney Smith.                       | Een oranje veld met een embleem bestaande uit een paar handen die een segment van een schijf vasthouden die de aarde voorstelt met de letter "A" die Antarctica voorstelt. |
|      | 1995      | Vlagontwerp van Joanne Cooper en Stefan Tucker.      | Een oranje veld met een omtrek van Antarctica, een kompas dat naar het zuiden wijst linksonder en de omtrek van een pinguïn rechtsonder. |
|      | 1996      | Vlagontwerp van Graham Bartram.                      | Een witte omtrek van Antarctica op een UN-blauwe achtergrond. |
|      | 1999      | Vlagontwerp van Dave Hamilton.                       | De lichtblauwe streep stelt pakijs voor, de donkerblauwe streep de nachtelijke hemel en de gele streep het noorderlicht (aurora australis). Het beroemde sterrenbeeld het Zuiderkruis is te zien in de donkerblauwe streep rechts. |
|      | 2007/2008 | Vlagontwerp van Olivier Leroi.                       | De vlag is verticaal verdeeld in vier strepen - zwart, gebroken wit, oranje en grijs - die de verhoudingen van de kleuren op de "livery" (veren) van een keizerspinguïn reproduceren, gekozen als het emblematische dier van Antarctica. |
|      | 2018      | Vlagontwerp van Evan Townsend. (True Souths ontwerp) | Volgens de promotors van de vlag betekent het: "Horizontale strepen van marineblauw en wit vertegenwoordigen de lange dagen en nachten op de uiterste breedtegraad van Antarctica. In het midden rijst een eenzame witte piek op uit een veld van sneeuw en ijs, een echo van de bergen, bergen en drukruggen die de horizon van Antarctica bepalen. De lange schaduw die hij werpt vormt de onmiskenbare vorm van een pijl die naar het zuiden wijst, een eerbetoon aan de ontdekkingsreizen van het continent. Samen vormen de twee middelste vormen een diamant, die de hoop symboliseert dat Antarctica een centrum van vrede, ontdekking en samenwerking zal blijven voor de komende generaties." |

## Vlaggen van internationale organisaties
| Vlag | Periode | Functie                                                          | Beschrijving |
| ---- | ------- | ---------------------------------------------------------------- | --- |
|      | 1961    | Vlag van het Verdrag inzake Antarctica.                          | Logo van de organisatie in 2:3 verhoudingen. Een witte omtrek van Antarctica op een donkerblauw veld met lijnen die de lengtegraad en breedtegraad tegengesteld aan elkaar voorstellen. |
|      | 2013    | Vlag van het Wetenschappelijk Comité voor Antarctisch Onderzoek. | Logo van de organisatie in de verhouding 2:3. Een witte omtrek van Antarctica op een blauw veld met daarop het acroniem van de organisatie, omringd door de tekst "The International Council for Science" en "Scientific Committee for Antarctic Research" in een cirkel binnen een witte cirkelvormige lijn. |

## Vlaggen van territoriale claims
| Kaart | Land                                                | Vlag | Artikel over de vlag                       | Ratio | Ingebruikname       |
| ----- | --------------------------------------------------- | ---- | ------------------------------------------ | ----- | ------------------- |
|       | Adélieland (Frankrijk)                              |      | Vlag van Adélieland                        | 2:3   | 23 februari 2007    |
|       | Antártica (Chili)                                   |      | Vlag van Antártica                         | 2:3   | 12 september 1996   |
|       | Argentijns Antarctica (Argentinië)                  |      | Vlag van Argentijns Antarctica             | 2:3   | 9 november 1999     |
|       | Australisch Antarctisch Territorium (Australië)     |      |                                            |       | Geen officiële vlag |
|       | Brits Antarctisch Territorium (Verenigd Koninkrijk) |      | Vlag van het Brits Antarctisch Territorium | 1:2   | 1 augustus 1963     |
|       | Koningin Maudland (Noorwegen)                       |      |                                            |       | Geen officiële vlag |
|       | Marie Byrdland                                      |      |                                            |       | Geen officiële vlag |
|       | Peter I-eiland (Noorwegen)                          |      |                                            |       | Geen officiële vlag |
|       | Ross Dependency (Nieuw-Zeeland)                     |      | Vlag van het Ross Dependency               | 1:2   | Geen officiële vlag |

## Antarctische expeditie vlaggen
| Vlag | Periode   | Functie                                               | Beschrijving |
| ---- | --------- | ----------------------------------------------------- | --- |
|      | 1933–1939 | Vlag van de Tweede Antarctische Expeditie van Byrd.   | |
|      | 1933–1939 | Vlag van de Tweede Antarctische Expeditie van Byrd.   | |
|      | 1902–1904 | Vlag van de Schotse Nationale Antarctische Expeditie. | Schotse saltire met de letters "S-N-A-E" als acroniem voor "Scottish National Antarctic Expedition".                   |
|      | 1946–1948 | Vlag van de Ronne Antarctische Onderzoek Expeditie.   | |
|      | 1910–1912 | Vlag van de Japanse Antarctische Expeditie.           | |
|      | 1910–1912 | Vlag van de Japanse Antarctische Expeditie.           | |
|      | 1979–1982 | Vlag van de Transglobe Expeditie.                     | De vlag van het Verenigd Koninkrijk is beklad met een wereldbol en een pijl die de vlag van noord naar zuid omcirkelt. |

## Antarctische basisvlaggen
| Vlag | Periode | Functie                                                        | Beschrijving |
| ---- | ------- | -------------------------------------------------------------- | --- |
|      | 1929    | Vlag van de Zuidpoolstation Amundsen-Scott. (Verenigde Staten) | Witte variant van de vlag van het USAP: effen wit veld beladen met het logo van het United States Antarctic Program.    |
|      | 1929    | Vlag van de Palmer Station. (Verenigde Staten)                 | Blauwe variant van de vlag van het USAP: effen blauw veld beladen met het logo van het United States Antarctic Program. |
|      | 1929    | Vlag van de Captain Arturo Prat Basis. (Chili)                 | Effen wit veld beladen met het wapen van de basis.                                                                      |
|      | 1929    | Vlag van de Gabriel de Castilla Antarctische Basis. (Spanje)   | De vlag van Spanje beklad met het embleem van de basis.                                                                 |

## Overige vlaggen
| Vlag | Periode    | Functie                                                             | Beschrijving |
| ---- | ---------- | ------------------------------------------------------------------- | --- |
|      | 1979       | 50e herdenkingsvlag van Byrd's historische vlucht over de Zuidpool. | |
|      | 2020       | 200e herdenkingsvlag van Rusland op Antarctica                      | |
|      | 2000       | Vaandel van de Ross Island Yacht Club Antarctica (RIYCA)            | Wit staat voor ijs en zuiverheid. Blauw staat voor de lucht en moed. Het silhouet verbeeldt Shakleton's inspanningen in de wateren rond Ross-eiland. De subantarctische grote jager inspireert de vrijheid in het zuiden en een gratis maaltijd waar die ook te vinden is. De bloeddoorlopen rode boegspriet weerspiegelt de richtingverlangens op aarde en op het Levenswiel.                                         |
|      | sinds 2004 | Antarctische Vexillologische Vereniging                             | Blauw staat voor de 24-urige dag van het zomerseizoen, zwart voor de 24-urige nacht van het winterseizoen en wit voor het ijs en de sneeuw van het Antarctische continent. De ruit in het midden, verdeeld over de evenaar, vertegenwoordigt de "A" van Antarctica en de "V" van Vexillology. De ruit vertegenwoordigt ook de 4 kompaspunten die de kompaspunten weergeven die wegleiden van de geografische Zuidpool. |